# Coaraze
Coaraze é uma comuna francesa, situada no departamento francês de Alpes Marítimos na região francesa de Provença-Alpes-Costa Azul.
Pertence à rede das As mais belas aldeias de França.

## Administração
| Período                                | Nome              | Partido | Qualidade |
| -------------------------------------- | ----------------- | ------- | --------- |
| Março 2001                             | M. Michel Peglion |         |           |
| Os dados anteriores são desconhecidos. |                   |         |           |

## Demografia
| 1962                     | 1968 | 1975 | 1982 | 1990 | 1999 |
| ------------------------ | ---- | ---- | ---- | ---- | ---- |
| 421                      | 513  | 327  | 463  | 540  | 654  |
| Número retido desde 1968 |      |      |      |      |      |